# Marius Dewilde
Pour les articles homonymes, voir De Wilde.
Marius Dewilde (mort en 1996) est un citoyen français qui affirma en 1954 avoir vu, en pleine nuit, deux petits êtres et un engin mystérieux, que les journalistes transformèrent en martiens dans une soucoupe volante. L'affaire fit un grand bruit médiatique. Il meurt à Tours en 1996, après avoir enrichi son récit pendant des années sous l'influence des ufologues.

## Histoire
Le soir du vendredi 10 septembre 1954, vers 22 h 30, Marius Dewilde, ouvrier métallurgiste, lit un hebdomadaire dans sa maisonnette du passage à niveau 79, à Quarouble, près de Valenciennes (Nord). Sa femme et son fils de 3 ans sont à l'étage. Son chien commence à aboyer, puis finit par hurler. Dewilde sort alors avec sa lampe de poche. Il ne voit d'abord qu'une masse sombre sur la voie ferrée, qu'il prend alors pour une charrette.
Alors qu'il s'attendait à voir des contrebandiers, il aperçoit ensuite deux êtres de petite taille (un mètre environ), marchant courbés, derrière la barrière à claire-voie. Ils étaient casqués et portaient une combinaison souple et sombre. Il dirige sa lampe vers ceux-ci, et le faisceau se réfléchit « comme sur du verre ». Dewilde est alors paralysé par un rayon lumineux intense sorti de l'engin. Fermant les yeux, il entend les êtres marcher sur une dalle de ciment, et la fermeture d'une porte à glissière. Il reprend ses esprits, et voit l'engin partir en oscillant. De forme oblongue et surmonté d'un dôme, il mesurait à peu près six mètres de long sur trois mètres de haut, de teinte aluminium en moins brillant. L'instant d'après, il voit dans le ciel l'objet devenir rouge-orangé et partir à grande vitesse vers le sud-ouest, en direction de Valenciennes.
Il part à vélo prévenir la gendarmerie, trouve porte close, et finit par raconter, encore tout apeuré, son histoire au commissariat d'Onnaing. Le commissaire vient sur les lieux le lendemain matin, et prévient la police de l'air. Le lundi, la police de l'air découvre des traces sur une traverse de la ligne du chemin de fer, et prélève les indices et les pierres pour les analyser. Selon les ingénieurs de la SNCF, les empreintes révèleraient la pression d'un objet de trente tonnes. La gendarmerie et la DST ont elles aussi enquêté à la suite du rapport du commissaire Gouchet.
Des dizaines de journalistes accourent alors pour lui faire raconter son aventure. Il aura même droit de figurer aux Actualités Pathé . Dès le 12 septembre les journalistes parlent d'une soucoupe volante, et comme la Guerre des mondes venait de passer dans les salles de cinéma, ils parlent de « martiens » dès le 14 septembre[réf. nécessaire].
Le récit que Marius Dewilde fit d'une deuxième rencontre avec un engin identique au même endroit, le 10 octobre suivant, est tenu par de nombreux ufologues comme une mystification. La personnalité du témoin se serait dégradée à la suite des réactions suscitées après sa première observation.

### Livres
- Aimé Michel, Mystérieux objets célestes, Paris Arthaud, 1958, 395 p.
- Michel Carrouges, Les Apparitions de Martiens, Paris, Fayard, 1963, 288 p.
- Roger-Luc Mary, Ne résistez pas aux extra-terrestres ! Le contacté de Quarouble, 26 ans après, Monaco, Le Rocher, 1980, 253 p.

### Documentaire télévisé
- "Quarouble 1954 : l'histoire de Marius Dewilde", réalisé par Jordan Anatole, Sam Nolin et Rémi Waquet, 2025